# Iòdel

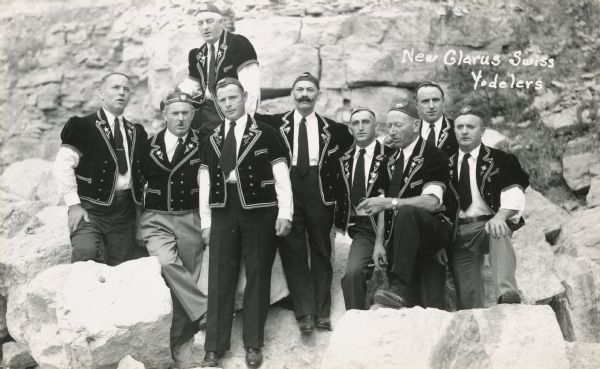
Cantants de iòdel vestits amb el vestit tradicional suís. (1922).

El iòdel o yodel és una modalitat de cant de les muntanyes alpines de Suïssa i del Tirol (tant d'Itàlia com d'Àustria), en el qual la melodia inclou salts molt sobtats entre els registres greu i agut.
És una forma de cant que implica canvis repetits i ràpids de tonalitat entre el registre de pit baix (o "veu del pit") i el registre del capçal d'altura o falsetto. La paraula iòdel es deriva de la paraula jodeln alemanya (i originalment austro-bavarès), que significa "pronunciar la síl·laba jo". Aquesta tècnica vocal s'utilitza en moltes cultures del món.
El iòdel alpí va ser una tradició rural antiga a Europa i es va fer popular a la dècada de 1830 com a espectacle en teatres i sales de música. A l'Àfrica Central, el iòdel era una forma de comunicació que anunciava la ubicació i la identitat del iòdeler. Als Estats Units, els joglars ambulants cantaven en iòdel al segle xix, i el 1920 la companyia de gravació Victor va incloure 17 iòdels al seu catàleg. Els historiadors de la música acrediten el primer enregistrament del país per incloure el iòdel a Riley Puckett el 1924. El 1928, barrejant el iòdel alpí amb el treball tradicional, el blues, el hobo i la música cowboy, Jimmie Rodgers va publicar el seu enregistrament "Blue Yodel No. Rodgers" 
La popularitat del iòdel va durar la dècada de 1940, però a la dècada del 1950 es va fer rar escoltar el iòdel en la música country o occidental. Els suïssos Amish mantenen la pràctica del iòdel fins avui. A Europa, el iòdel és una característica important de la música tradicional (Volksmusik) de Suïssa, Àustria i del sud d'Alemanya i es pot escoltar en moltes cançons populars contemporànies, que també apareixen a les emissions de televisió habituals.